# کروماتوگرافی ژل‌تراوشی
کروماتوگرافی ژل‌تراوشی (Gel permeation chromatography) نوعی کروماتوگرافی (سَوانگاری) اندازه‌ای است که از آن برای جداسازی مواد غیرآبی براساس وزن مولکولی آنها استفاده می‌شود.